# Епархия Алагоиньяса
Епархия Алагоиньяса (лат. Dioecesis Alacunensis) — епархия Римско-Католической церкви с центром в городе Алагоиньяс, Бразилия. Епархия Алагоиньяса входит в митрополию Сан-Салвадор-да-Баия. Кафедральным собором епархии Алагоиньяса является церковь святого Антония Падуанского.

## История
28 октября 1974 года Римский папа Павел VI издал буллу «Qui Summi», которой учредил епархию Алагоиньяса, выделив её из apxиепархии Сан-Салвадор-да-Баия.

## Ординарии епархии
- епископ José Floriberto Cornelis (1974—1986)
- епископ Jaime Mota de Farias (1986—2002)
- епископ Paulo Romeu Dantas Bastos (2002 — по настоящее время)

## Источник
- Annuario Pontificio, Ватикан, 2007
- Булла  Qui summi, AAS 67 (1975), p. 81  (лат.)